# Deutsche Menschen

Originalausgabe von 1936; Einbandgestaltung: Max von Moos

Deutsche Menschen. Eine Folge von Briefen ist eine 1936 erschienene Briefsammlung, zusammengestellt und kommentiert von Walter Benjamin.

## Entstehungsgeschichte
Walter Benjamin war 1933 aus Deutschland emigriert. Mit dem 1936 unter dem Pseudonym „Detlef Holz“ in der Schweiz gedruckten Buch Deutsche Menschen beabsichtigte er unter anderem, dem vom Nationalsozialismus beherrschten Deutschland das bessere Beispiel eines aufgeklärten und humanistischen Bürgertums vorzuhalten. Die Briefe und Kommentare waren schon 1930/31 in der Frankfurter Zeitung erschienen. Der „Tarntitel“ (so Benjamin) „Deutsche Menschen“ war auch darauf berechnet, das Buch an der nationalsozialistischen Zensur vorbei auf den deutschen Markt zu schmuggeln. Deutsche Menschen ist die letzte von den wenigen Buchveröffentlichungen, die zu seinen Lebzeiten erschienen sind. Das Buch erschien im Luzerner Verlag „Vita Nova“ des deutschen Emigranten Rudolf Rößler.

## Inhalt
Das Buch versammelt siebenundzwanzig Briefe aus den Jahren zwischen 1783 und 1883, also aus einer Spanne von 100 Jahren. Die Reihenfolge ist chronologisch.

### Die Autoren der Briefe
Die Briefschreiber sind selbstbewusste, wortgewandte, ganz auf Kommunikation und Nachrichtenaustausch
bauende Bürger, deren verzweigte Korrespondenz zum Teil mehrere tausend geschriebene und erhaltene Briefe umfasst. Benjamin wählte Briefe von weltbekannten Geistesgrößen wie Kant und Goethe, von relevanten Schriftstellern wie Annette von Droste-Hülshoff und Georg Büchner und von unbekannten oder vergessenen Zeitgenossen wie Samuel Collenbusch und Franz von Baader.

### Benjamins Kommentare
In seinen Kommentaren erläutert Benjamin knapp den historischen Kontext; zu den weniger bekannten Autoren ergänzt er biographische Daten. Abgesehen von einer negativen Beurteilung Metternichs verzichtet er geradezu demonstrativ auf politische Wertungen. Die hundert Jahre von 1783 bis 1883 sieht er als abgeschlossene Epoche des Bürgertums an, eines Bürgertums, das „sein geprägtes und gewichtiges Wort in die Waagschale der Geschichte zu legen hatte“. Diesem Wort des Bürgertums, dem Geist und mehr noch dem Stil der Briefe gilt Benjamins Interesse. Er stellte die Sammlung unter das Motto Von Ehre ohne Ruhm / Von Grösse ohne Glanz / Von Würde ohne Sold, das zum Teil auf einen Vorschlag des Verlegers zurückgeht.

## Zitat
Im Vorwort zitiert Benjamin programmatisch aus einem Brief Goethes an Zelter (6. Juni 1825): „Reichtum und Schnelligkeit ist, was die Welt bewundert und wonach jeder strebt. Eisenbahnen, Schnellposten, Dampfschiffe und alle mögliche Facilitäten der Communication sind es, worauf die gebildete Welt ausgeht, sich zu überbilden und dadurch in der Mittelmäßigkeit zu verharren … Eigentlich ist es das Jahrhundert für die fähigen Köpfe, für leichtfassende, praktische Menschen, die, mit einer gewissen Gewandtheit ausgestattet, ihre Superiorität über die Menge fühlen, wenn sie gleich selbst nicht zum Höchsten begabt sind. Laß uns soviel als möglich an der Gesinnung halten, in der wir herankamen; wir werden, mit vielleicht noch Wenigen, die Letzten seyn einer Epoche, die so bald nicht wiederkehrt.“

## Liste der Briefe
- Karl Friedrich Zelter an Friedrich von Müller
- Georg Christoph Lichtenberg an seinen Schulfreund Gotthilf Hieronymus Amelung (1741–1800)
- Johann Heinrich Kant (1735–1800) an seinen Bruder Immanuel Kant
- Georg Forster an seine Frau Therese Forster
- Samuel Collenbusch an Immanuel Kant
- Johann Heinrich Pestalozzi an Anna Schulthess, seine spätere Frau
- Johann Gottfried Seume an den Ehemann seiner früheren Verlobten
- Friedrich Hölderlin an Casimir Böhlendorf
- Friedrich Schlegel an Friedrich Schleiermacher
- Clemens Brentano an den Buchhändler und Verleger Georg Andreas Reimer
- Johann Wilhelm Ritter an Franz von Baader
- Bertram Boisserée an Sulpiz Boisserée
- Ch. A. H. Clodius an Elisa von der Recke
- (Johann) Heinrich Voss an Jean Paul
- Annette von Droste-Hülshoff an Anton Matthias Sprickmann
- Joseph Görres an Alois Vock
- Justus Liebig an August Graf von Platen
- Wilhelm Grimm an Jenny von Droste-Hülshoff
- Karl Friedrich Zelter an Johann Wolfgang Goethe
- David Friedrich Strauss an Christian Märklin
- Johann Wolfgang Goethe an Moritz Seebeck
- Georg Büchner an Karl Gutzkow
- Johann Friedrich Dieffenbach an einen Unbekannten
- Jakob Grimm an Friedrich Christoph Dahlmann
- Klemens Wenzel Lothar von Metternich an Anton von Prokesch-Osten
- Gottfried Keller an Theodor Storm
- Franz Overbeck an Friedrich Nietzsche

## Ausgaben
- Deutsche Menschen. Eine Folge von Briefen. Auswahl und Einleitungen von Detlef Holz [Pseudonym Benjamins]. Vita Nova, Luzern 1936, 116 S. archive.org
- Walter Benjamin: Deutsche Menschen. Eine Folge von Briefen. Mit einem Nachwort von Theodor W. Adorno. Insel, Frankfurt am Main 1965 (Suhrkamp Taschenbuch, Frankfurt am Main 1992, ISBN 3-518-37470-2).

## Übersetzungen

### Portugiesisch
- Walter Benjamin: Gente alemã. Deutsche Menschen (1936). Übersetzung Daniel Martineschen. Nachwort von Susana Scramim. Editora Nave, Florianópolis (Brasilien) 2020.[1]